# Canard à faucilles
Mareca falcata
Espèce
Statut de conservation UICN

 LC  : Préoccupation mineure
Le Canard à faucilles ou Sarcelle à faucilles (Mareca falcata, anciennement Anas falcata) est une espèce de palmipèdes de la famille des Anatidae.

## Répartition
Il est originaire d'Asie de l'Est. Il niche dans l'est de la Russie, dans les régions de Khabarovsk, Primorie, Amour, Tchita, Irkoutsk, en Bouriatie, Touva, République de Sakha, dans l'est de la région de Krasnoïarsk, le sud central de Sakhaline, l'extrême nord-est de la Corée du Nord et le nord de la Chine, le nord de la Mongolie-Intérieure, Heilongjiang et du nord, et dans le nord du Japon : Hokkaidō, Aomori et les îles Kouriles. On le trouve largement en dehors de son aire de répartition normale par suite de sa popularité comme canard d'élevage.
Ce canard de surface est un grand migrateur qui passe les hivers dans une grande partie du sud de l'Asie. En Inde: l'Uttar Pradesh, Bihar, en Assam, dans l'est du Haryana. Également dans le nord du Bangladesh, le nord et le centre de la Birmanie, le nord du Laos au nord du Mékong, dans le nord du Viêt Nam (au nord d'Hanoi) et en Chine: Hainan, Taïwan, Yunnan, Guangxi, Guangdong, Fujian, Jiangxi, dans le nord du Hunan, Hubei, Zhejiang, Anhui, Jiangsu, Shandong, dans le sud du Hebei, Shanxi, Shaanxi du Nord. Il est grégaire en dehors de la saison de reproduction et forme alors de grandes bandes.

## Habitat
C'est une espèce des zones humides en plaine, comme les prairies avec de l'eau ou des lacs.

## Alimentation
Il se nourrit habituellement de plantes en barbotant ou en pâturant.

## Nidification

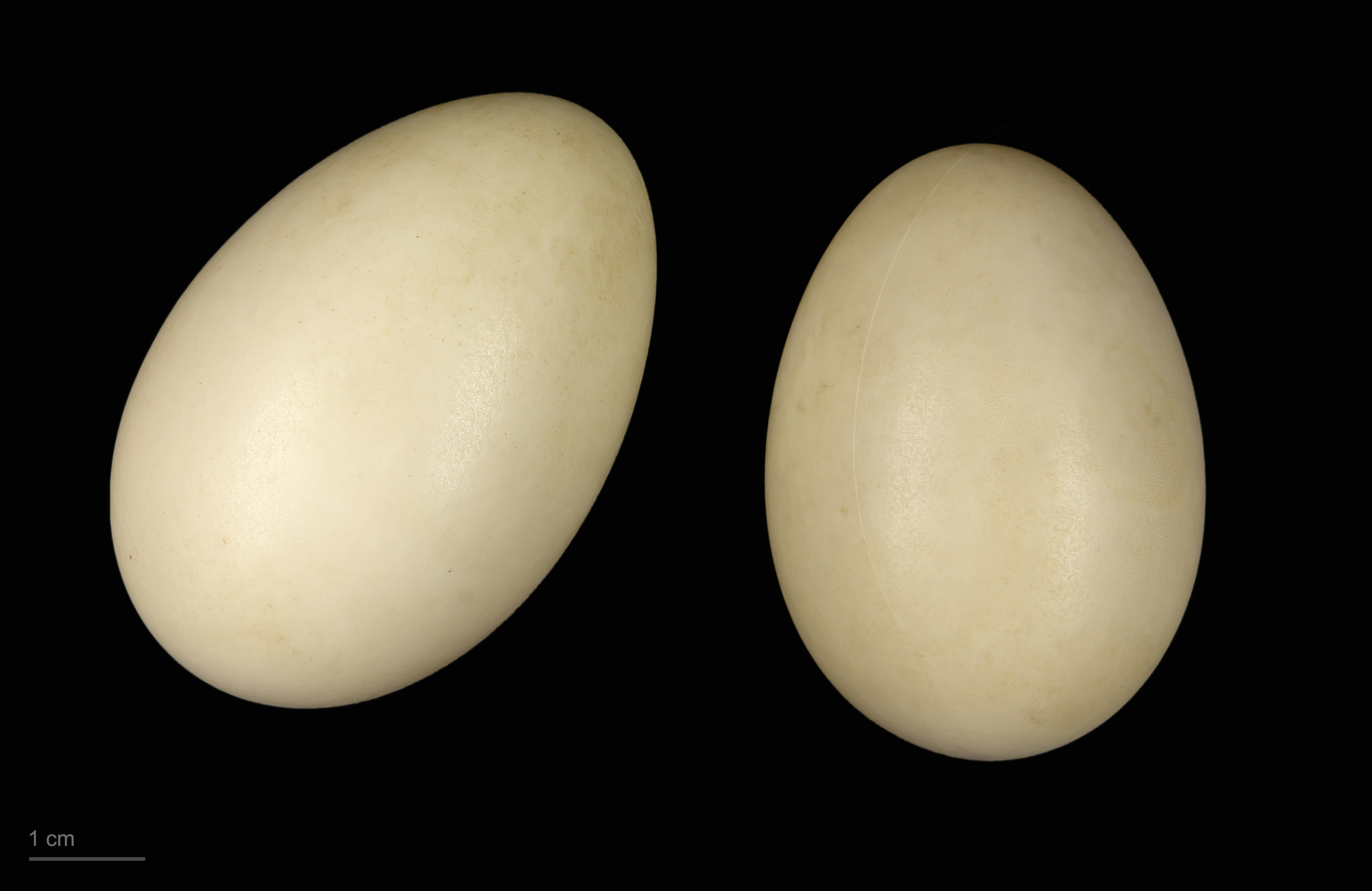
Anas falcata - MHNT

Il niche sur le sol, près de l'eau et sous le couvert d'une végétation plus haute. La ponte comprend de 6 à 10 œufs.